# Oxépine
L'oxépine est un composé organique qui consiste en un cycle à 7 chaînons avec un atome d'oxygène et trois doubles liaisons. C'est un hétérocycle non aromatique et peut être considéré comme un éther énolique cyclique. L'oxépine est en équilibre tautomérique avec l'oxyde de benzène. Cet équilibre peut être basculé d'un extrême à l'autre selon les substituants ajoutés au cycle :

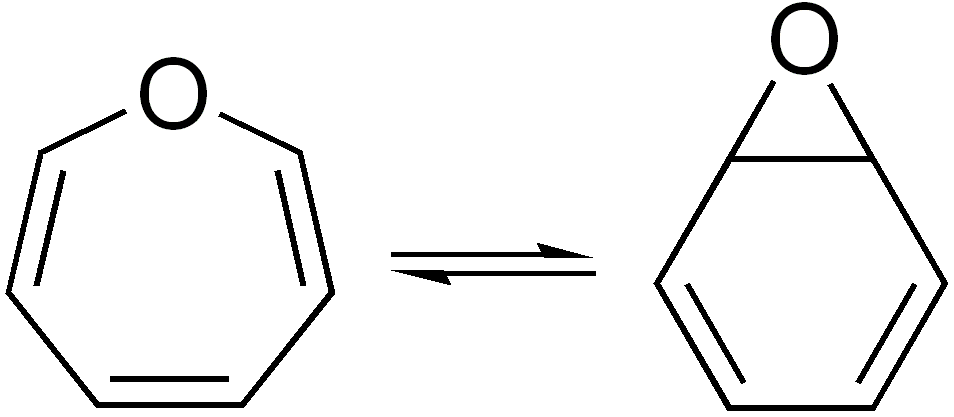
Équilibre oxépine/oxyde de benzène

Une source naturelle d'oxépine peut être trouvée dans des plantes du genre Montanoa de la famille des Asteraceae. L'oxépine est le composé parent de la famille des oxépines qui sont les composés qui contiennent ce genre d'hétérocycle, comme la benzoxépine, la calone, l'oxétorone ou les dibenzo-dioxépines, appelées depsidones et qui sont trouvées dans les végétaux du genre Garcinia.

## Synthèse
L'oxépine peut être obtenue par la réaction chimique de l'époxyde du 4,5-dibromo-cyclohexène avec une base. Il s'agit de fait d'une réaction d'élimination, de déshydrohalogénation. James R. Gillard et al. ont ainsi employé DBU comme base :